# Myriam El Khomri
Myriam El Khomri (ur. 18 lutego 1978 w Rabacie) – francuska działaczka samorządowa i polityk, zastępca mera Paryża, od 2015 do 2017 minister pracy, zatrudnienia i dialogu społecznego.

## Życiorys
Urodziła się w rodzinie Marokańczyka i pochodzącej z Bretanii Francuzki, pracującej w Maroku jako nauczycielka. W wieku 9 lat wyjechała wraz z matką i rodzeństwem do Francji.
Studiowała prawo publiczne na Université Bordeaux 4, następnie na Université Paris 1 Panthéon-Sorbonne, gdzie w 2001 uzyskała dyplom DESS. Od 2001 pracowała w administracji mera 18. dzielnicy Paryża Daniela Vaillanta, zajmując się sprawami bezpieczeństwa i przeciwdziałania uzależnieniom. W 2002 wstąpiła do Partii Socjalistycznej, w 2012 została członkinią biura krajowego, a w 2014 sekretariatu krajowego partii. Wybierana od 2008 na radną miejską Paryża, w latach 2008–2014 zajmowała stanowisko zastępcy mera francuskiej stolicy, najpierw w okresie rządów Bertranda Delanoë, następnie u Anne Hidalgo.
W sierpniu 2014 weszła w skład drugiego rządu Manuela Vallsa jako sekretarz stanu ds. regionów miejskich. We wrześniu 2015 zastąpiła François Rebsamena na stanowisku ministra pracy, zatrudnienia i dialogu społecznego. Pozostała na tej funkcji również w utworzonym w grudniu 2016 rządzie Bernarda Cazeneuve’a. Zakończyła urzędowanie wraz z całym gabinetem w maju 2017.